# Bezerril Fontenele
José Freire Bezerril Fontenelle, mais conhecido como Bezerril Fontenelle (Viçosa do Ceará, 9 de março de 1850 — Rio de Janeiro, 21 de maio de 1926), foi um militar e político brasileiro.

## Biografia
Nasceu em Viçosa do Ceará, filho de José Freire Bezerril e de Maria Fontenelle Bezerril. Ingressou na Escola Militar do Realengo, em 1871, e reformou-se como marechal graduado, em 1912. Possuía cursos de Engenharia, Matemática e Ciências Sociais. Tomou parte no movimento pela proclamação da república e integrou o governo de Luís Antônio Ferraz como secretário de Agricultura.
Comandante da guarnição e dirigente interino da Escola Militar do Ceará, assumiu o governo interino do estado à renúncia de José Clarindo de Queirós, em 1892, passando-o em seguida para o vice-governador Benjamim Liberato Barroso. Posteriormente, foi eleito governador do Estado para o quatriênio de 1892-1896. Depois do fim de seu governo, elegeu-se cinco vezes deputado federal (de 1891 a 1893, de 1897 a 1898 e de 1903 a 1914) e duas vezes senador por seu estado (de 1898 a 1902).
Faleceu aos 76 anos, no Rio de Janeiro, então capital federal. Em sua homenagem, a antiga Rua do Quartel de Fortaleza passou a se chamar rua General Bezerril.